# بول كانوث
بول كانوث (بالألمانية: Paul Knuth)‏ (و. 1854 – 1899 م) هو عالم نبات من ألمانيا . ولد في غرايفسفالت .
وكان عضو في الأكاديمية الألمانية للعلوم ليوبولدينا .
توفي في كيل ، عن عمر يناهز 45 عاماً.